# Бельроуз (Нью-Йорк)
Бельроуз (англ. Bellerose) — селище (англ. village) в США, в окрузі Нассау штату Нью-Йорк. Населення — 1173 особи (2020).

## Географія
Бельроуз розташований за координатами 40°43′27″ пн. ш. 73°43′0″ зх. д. / 40.72417° пн. ш. 73.71667° зх. д. (40.724269, -73.716671).  За даними Бюро перепису населення США в 2010 році селище мало площу 0,32 км², уся площа — суходіл.

## Демографія
Згідно з переписом 2010 року, у селищі мешкали 1193 особи в 375 домогосподарствах у складі 330 родин. Густота населення становила 3678 осіб/км².  Було 378 помешкань (1165/км²).
Расовий склад населення:
| - 87,1 % — білих - 4,4 % — азіатів - 3,5 % — чорних або афроамериканців - 0,3 % — корінних американців - 2,4 % — осіб інших рас |

До двох чи більше рас належало 2,3 %. Частка іспаномовних становила 9,5 % від усіх жителів.
За віковим діапазоном населення розподілялося таким чином: 27,2 % — особи молодші 18 років, 60,3 % — особи у віці 18—64 років, 12,5 % — особи у віці 65 років та старші. Медіана віку мешканця становила 40,9 року. На 100 осіб жіночої статі у селищі припадало 96,9 чоловіків;  на 100 жінок у віці від 18 років та старших — 91,4 чоловіків також старших 18 років.
Середній дохід на одне домашнє господарство  становив 180 499 доларів США (медіана — 177 500), а середній дохід на одну сім'ю — 196 162 долари (медіана — 179 625). За межею бідності перебувало 2,7 % осіб, у тому числі 0,0 % дітей у віці до 18 років та 4,1 % осіб у віці 65 років та старших.
Цивільне працевлаштоване населення становило 544 особи. Основні галузі зайнятості: освіта, охорона здоров'я та соціальна допомога — 35,5 %, науковці, спеціалісти, менеджери — 16,2 %, фінанси, страхування та нерухомість — 11,0 %.